# Semotrachia euzyga
Semotrachia euzyga é uma espécie de gastrópode  da família Camaenidae.
É endémica da Austrália.